# Vẽ

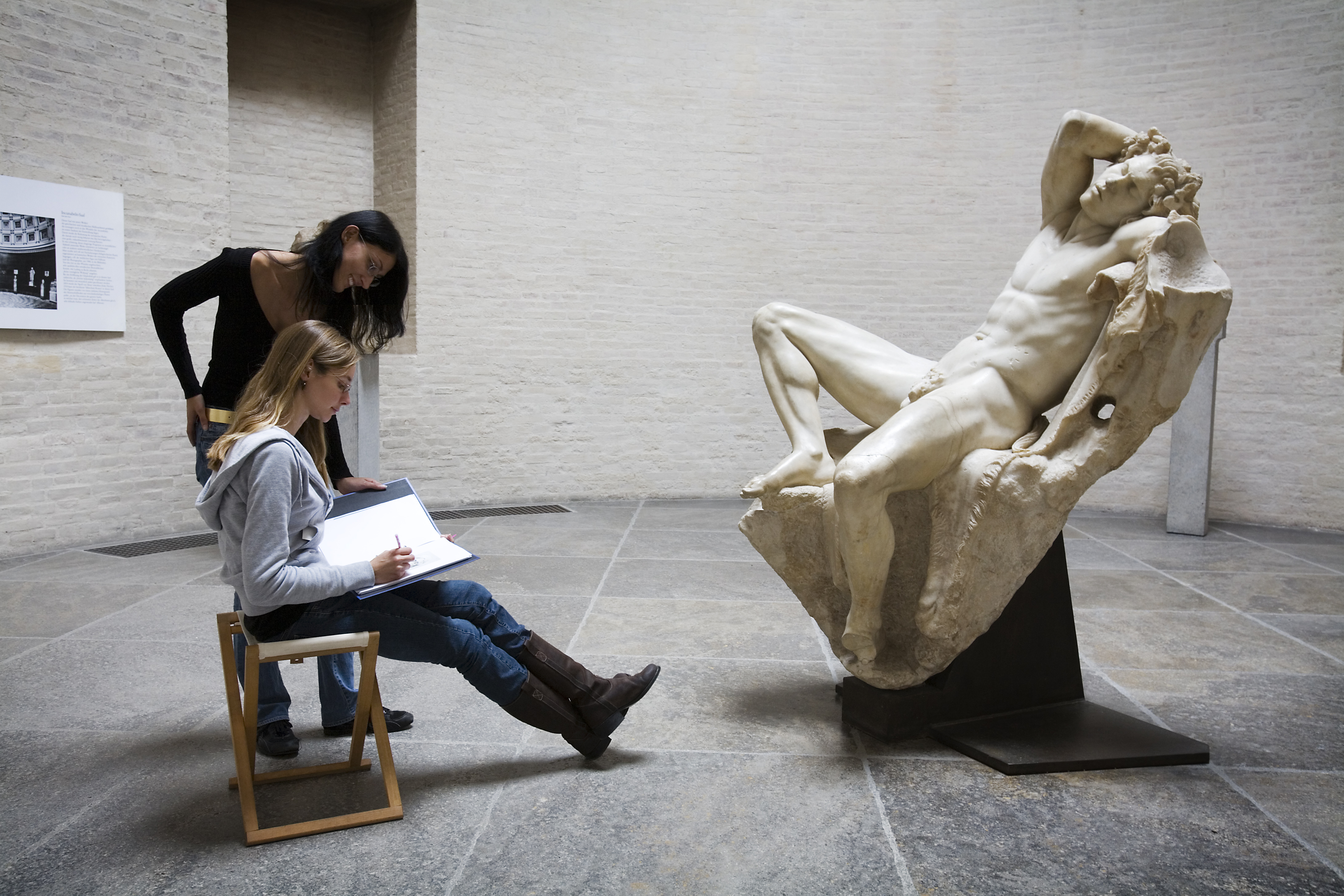
Một người đang vẽ tại Barberini Faun, Munich, Đức.

Vẽ là một hình thức nghệ thuật thị giác trong đó một người sử dụng nhiều công cụ vẽ khác nhau để ghi dấu lên giấy hoặc một công cụ hai chiều. Nó là một trong những hình thức truyền đạt ý tưởng thị giác đơn giản và hiệu quả nhất.

## Lịch sử

### Trong giao tiếp
Vẽ là một trong những biểu thức sáng tạo của con người có lịch sử lâu đời nhất, với bằng chứng về sự tồn tại của nó trước khi giao tiếp bằng văn bản ra đời.  Vẽ đã được sử dụng như một phương tiện giao tiếp đặc biệt trước khi ngôn ngữ viết ra được phát minh, điều này được thể hiện qua việc tạo ra các bức tranh trong các hang động và trên các tảng đá khoảng 30.000 năm trước đây, trong một giai đoạn được gọi là Nghệ thuật cổ đại cao cấp. Những tác phẩm này, được gọi là biểu đồ hình tượng, thể hiện sự miêu tả của các đối tượng cũng như các khái niệm trừu tượng. Các bức tranh và vẽ trong thời kỳ Neolithic sau đó đã trải qua quá trình biểu tượng hóa và đơn giản hóa, tiến hóa thành các hệ thống ký hiệu sơ khai và cuối cùng trở thành các hệ thống viết sơ khai trong thời kỳ đồ đồng thời sớm hơn (văn học đồ đồng), và sau cùng phát triển thành các hệ thống viết sớm hơn.

### Trong tài liệu viết tay
Trước khi giấy trở nên phổ biến ở châu Âu, các nhà thầy trong các tu viện và trung tâm học thuật đã sử dụng vẽ, hoặc là dưới dạng bản vẽ dưới để sáng tạo các tài liệu trên các bề mặt như da bê hoặc giấy được làm từ da lợn hoặc da động vật khác. Vẽ đã đóng một vai trò quan trọng trong việc ghi chép, sao chép và truyền đạt kiến thức và tư duy trong thời kỳ khi giấy còn là một tài nguyên hiếm hoi.
Bên cạnh việc sử dụng vẽ trong mục đích sáng tạo và tài liệu, nó cũng đã được sử dụng rộng rãi trong lĩnh vực khoa học. Vẽ được áp dụng để tạo ra biểu đồ, sơ đồ, và minh họa trong nhiều lĩnh vực khác nhau, giúp trong việc khám phá, hiểu rõ và giải thích hiện tượng tự nhiên, khoa học, và kỹ thuật. Điều này đã cung cấp một phương tiện mạnh mẽ để trình bày và truyền đạt thông tin trong thời kỳ trước khi công nghệ in ấn và giấy trở nên phổ biến.

### Trong lĩnh vực khoa học

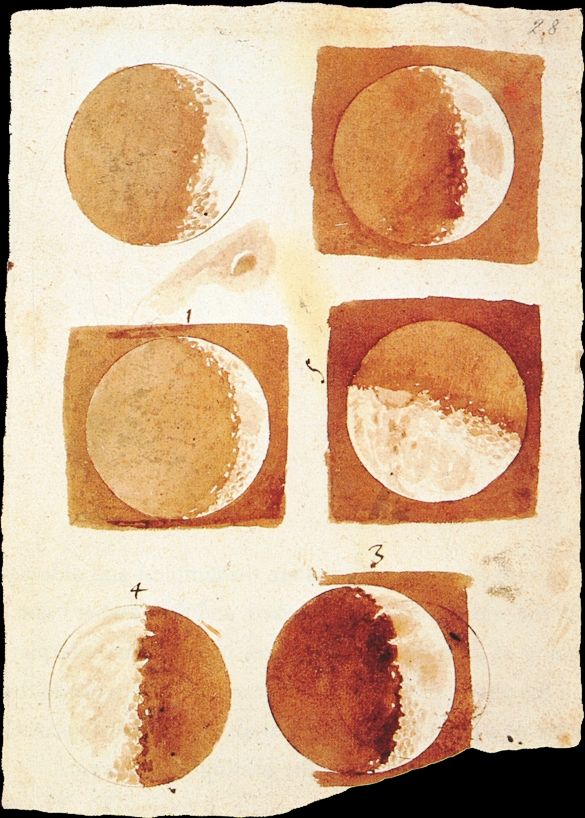
Galileo Galilei, Các pha của Mặt Trăng, 1609 hoặc 1610, mực nâu và rửa trên giấy. Kích thước 208 x 142 mm. Thư viện Trung ương Quốc gia (Florence), Gal. 48, fol. 28r

Vẽ biểu đồ quan sát đóng một vai trò quan trọng trong nghiên cứu khoa học.
Trong năm 1609, nhà thiên văn học Galileo Galilei giải thích sự biến đổi của các pha của Sao Kim và cũng các vết nắng thông qua việc sử dụng kính thiên văn để thực hiện các bản vẽ quan sát của mình. Năm 1924, nhà địa học Alfred Wegener sử dụng hình minh họa để trình bày một cách trực quan quá trình hình thành của các lục địa.

### Như một biểu hiện nghệ thuật
Vẽ đã trở thành một biểu hiện của sự sáng tạo của con người và vì vậy đã trở nên nổi bật trong lĩnh vực nghệ thuật. Trong hầu hết lịch sử, vẽ đã được xem như một nền tảng quan trọng trong thực hành nghệ thuật. Ban đầu, các nghệ sĩ đã sử dụng và tái sử dụng các tấm gỗ để tạo ra tác phẩm của họ. Khi giấy trở nên phổ biến vào thế kỷ 14, việc sử dụng vẽ trong nghệ thuật đã gia tăng. Tại thời điểm này, vẽ thường được sử dụng như một công cụ để tư duy và nghiên cứu, đóng vai trò là một phương tiện học tập trong quá trình nghệ sĩ chuẩn bị cho các tác phẩm cuối cùng của họ. Thời kỳ Phục hưng đã đem lại một sự phát triển vượt bậc trong kỹ thuật vẽ, cho phép nghệ sĩ biểu đạt mọi thứ một cách chân thực hơn, và tiết lộ sự quan tâm đối với hình học và triết học.
Sự phát minh của nhiếp ảnh đầu tiên và sự phổ biến của nó đã thay đổi cách người ta đánh giá nghệ thuật. Nhiếp ảnh cung cấp một phương tiện khác để biểu hiện hiện tượng thị giác một cách chính xác, và việc thực hành vẽ truyền thống đã ít được nhấn mạnh hơn và không còn được coi là một kỹ năng thiết yếu đối với nghệ sĩ, đặc biệt là trong xã hội phương Tây.

## Các nghệ sĩ và người vẽ nổi tiếng
Vào cuối thế kỷ 15, nghệ thuật vẽ đã trở nên quan trọng và được thúc đẩy bởi các nghệ sĩ và những người khắc chuyên nghiệp xuất sắc như Albrecht Dürer và Martin Schongauer (k. 1448–1491), người được biết đến là người khắc Bắc đầu tiên có tên. Schongauer có nguồn gốc từ Alsace và sinh ra trong một gia đình làm vàng. Albrecht Dürer, một bậc thầy thuộc thế hệ sau, cũng là con trai của một thợ làm vàng.
Các bức tranh cổ điển thường phản ánh lịch sử và đặc điểm cơ bản của quốc gia sản xuất chúng vào thời điểm đó. Ví dụ, ở Hà Lan vào thế kỷ 17, một quốc gia Tin lành, hầu hết các tác phẩm nghệ thuật không liên quan đến tôn giáo và thường được mua bởi cá nhân vì không có Vua hoặc triều đình. Các bức tranh về cảnh đẹp hoặc tình huống thể loại thường được xem xét không phải là bản dự thảo mà là các tác phẩm nghệ thuật hoàn chỉnh. Trong khi đó, các bức tranh Ý thể hiện ảnh hưởng của Công giáo và Nhà thờ, đóng một vai trò quan trọng trong việc bảo trợ nghệ thuật. Tương tự, các bức tranh Pháp thường tuân theo nguyên tắc của Klassicisme Pháp, làm cho chúng ít Baroque hơn so với các bức tranh Ý tự do hơn, mang lại cảm giác về sự chuyển động lớn hơn.
Vào thế kỷ 20, Chủ nghĩa Hiện đại khuyến khích "sáng tạo tưởng tượng" và cách tiếp cận của một số nghệ sĩ đối với vẽ trở nên ít tượng trưng hơn, trừu tượng hơn. Các nghệ sĩ nổi tiếng trên toàn thế giới như Pablo Picasso, Andy Warhol và Jean-Michel Basquiat đã giúp thách thức trạng thái hiện thời, với việc vẽ nằm ở trung tâm của tư duy của họ và thường tái diễn giải lại kỹ thuật truyền thống.
Basquiat thường sử dụng nhiều phương tiện khác nhau như mực, bút chì, bút lông hoặc bút đánh dấu và bút dầu để tạo ra các tác phẩm của mình, và anh vẽ trên mọi bề mặt có sẵn như cửa, quần áo, tủ lạnh, tường và mũ bóng chày.

## Vật liệu
Phương tiện trong vẽ là cách mà mực, màu nước hoặc màu sắc được áp dụng lên bề mặt vẽ. Có nhiều loại phương tiện vẽ, bao gồm loại khô (ví dụ: than chì, than củi, bút pastel, bút Conté, bút silverpoint) và loại sử dụng chất hoà tan hoặc chất mang (ví dụ: bút viết, bút và mực). Bút màu nước là một ví dụ, có thể sử dụng khô tương tự bút chì thông thường, sau đó sử dụng bàn chải ẩm để tạo ra các hiệu ứng vẽ nghệ thuật khác nhau. Đôi khi, nghệ sĩ cũng sử dụng mực không thể thấy bằng mắt thường và thường cần giải mã.
Vẽ bằng các chất kim loại thường sử dụng bạc hoặc chì, và đôi khi sử dụng vàng, bạch kim, đồng, đồng thau, đồng đỏ và thiếc.
Loại giấy sử dụng trong vẽ có nhiều kích thước và chất lượng khác nhau, từ giấy báo đến giấy chất lượng cao và tương đối đắt tiền được bán theo từng tờ riêng lẻ. Giấy có sự khác biệt về kết cấu, màu sắc, độ axit và độ bền khi tiếp xúc với nước. Giấy mịn thích hợp cho việc tạo ra các chi tiết tinh tế, trong khi giấy có bề mặt "sần sùi" hơn có thể giữ chất liệu vẽ tốt hơn. Vì vậy, loại giấy thô hơn thường được sử dụng để tạo ra các tương phản sâu hơn.
Giấy báo và giấy gõ máy có thể hữu ích cho việc luyện tập và tạo bản phác thảo. Giấy vẽ bản màu thường được sử dụng để thử nghiệm trên một bản vẽ chưa hoàn chỉnh và để chuyển một thiết kế từ một tờ giấy này sang tờ giấy khác. Bristol board và các loại bảng không axit nặng hơn, thường có bề mặt mịn, được sử dụng để vẽ các chi tiết tinh tế và không biến dạng khi tiếp xúc với chất phương tiện ướt như mực hoặc lấp lanh. Giấy da bò rất mịn và thích hợp để tạo ra các chi tiết tinh tế. Giấy mực nước cán lạnh thường được ưa chuộng cho việc vẽ mực vì kết cấu của nó.
Giấy không axit với chất lượng bảo tồn giúp bảo tồn màu sắc và kết cấu của tác phẩm vẽ lâu hơn so với giấy làm từ gỗ như giấy báo, mà thường chuyển màu và trở nên giòn sụp theo thời gian.
Các công cụ vẽ cơ bản bao gồm bàn vẽ hoặc bàn làm việc, gọt bút chì và cục tẩy, cùng với giấy thấm mực khi sử dụng mực. Các công cụ khác bao gồm compa tròn, thước kẻ và góc cạnh. Chất cố định được sử dụng để ngăn mực và bút sáp bị trôi. Băng keo thiết kế được sử dụng để cố định giấy lên bề mặt vẽ và che một khu vực để ngăn chất liệu và lấp lanh bị phun hoặc làm bắn. Có thể sử dụng giá đỡ hoặc bàn nghiêng để giữ cho bề mặt vẽ ở vị trí phù hợp, thường thấp hơn so với vị trí sử dụng trong hội họa.

## Kỹ thuật

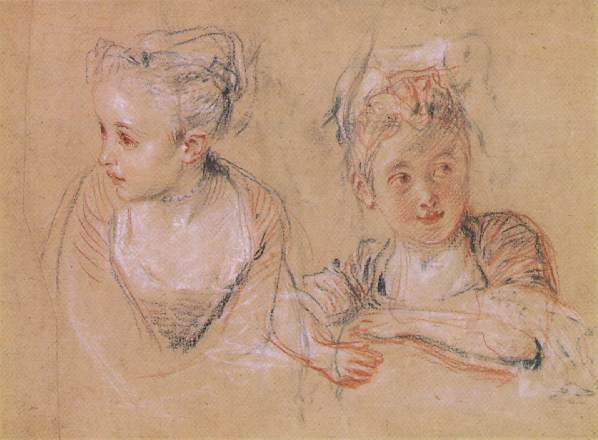
Antoine Watteau, kỹ thuật trois crayons

Hầu hết mọi họa sĩ vẽ bằng cách sử dụng tay và ngón tay để điều khiển các phương tiện vẽ, trừ trường hợp của một số người khuyết tật, họ có thể sử dụng miệng hoặc chân để thực hiện việc vẽ.

Trước khi họa sĩ bắt đầu làm việc trên một hình ảnh, họ thường tìm hiểu cách hoạt động của các công cụ vẽ. Họ có thể thử nghiệm nhiều loại công cụ vẽ trên giấy thực hành để hiểu giá trị và cấu trúc, cũng như cách sử dụng công cụ để tạo ra các hiệu ứng khác nhau trên bức tranh.

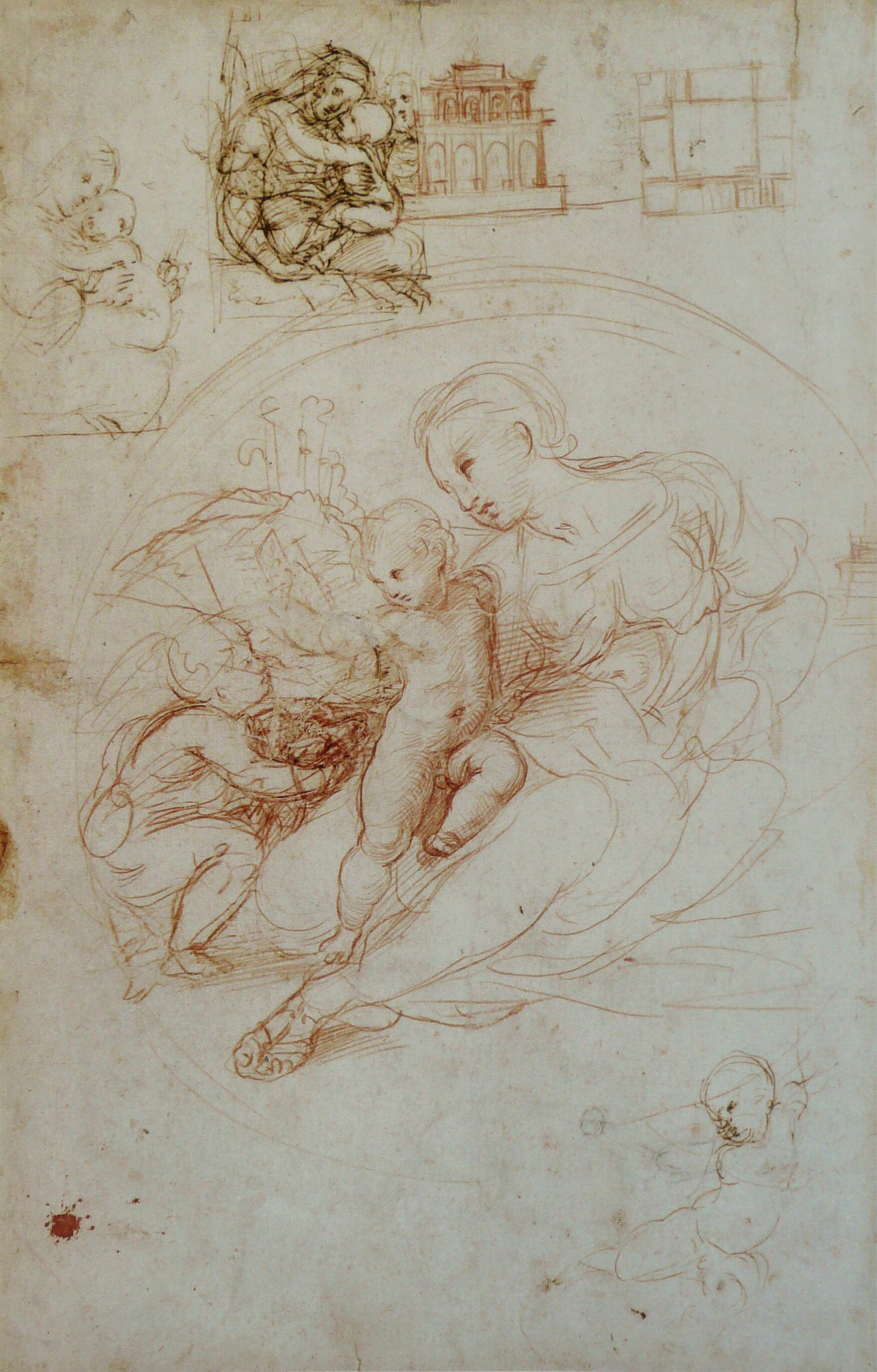
Raphael, nghiên cứu cho bức tranh Alba Madonna, cùng với các bản phác thảo khác

Sự lựa chọn về cách vẽ của họa sĩ có một tác động lớn đến diện mạo của bức tranh. Tranh bút và mực thường sử dụng kỹ thuật "hatching," tức là việc sử dụng các đường song song để tạo sắc độ. "Cross-hatching" sử dụng kỹ thuật này trong hai hoặc nhiều hướng khác nhau để tạo ra các mức độ tối sáng khác nhau. "Broken hatching" hoặc các đường với các khoảng cách trống thường tạo ra sự mịn màng trong sắc độ, và việc kiểm soát mật độ của khoảng cách trống giữa các đường giúp tạo ra sự trải màu sắc đa dạng.
Sự sử dụng "stippling" thì dựa vào việc sử dụng các chấm để tạo ra sắc độ, texture và bóng. Loại texture cụ thể có thể được tạo ra dựa trên cách mà các chấm được sắp xếp và kết hợp với nhau.
Bức tranh thực hiện bằng các công cụ sử dụng phương pháp khô thường áp dụng các kỹ thuật tương tự, tuy nhiên, việc sử dụng bút chì và cây viết cho phép tạo ra các biến thể liên tục về sắc độ. Thông thường, việc điền màu trong bức tranh dựa vào sự tay nghề của họa sĩ và sở thích cá nhân của họ. Họa sĩ thuận tay phải thường vẽ từ bên trái sang bên phải để tránh làm bẩn hình ảnh. Cục tẩy có thể được sử dụng để xóa bỏ các đường không mong muốn, làm nhạt sắc độ và loại bỏ các vết nát không cần thiết. Trong quá trình tạo bản phác thảo hoặc hình vẽ đường nét, các đường vẽ thường tuân theo đường viền của chủ thể, tạo ra chiều sâu bằng cách mô phỏng ánh sáng và bóng đổ từ vị trí của nghệ sĩ.
Có những trường hợp mà họa sĩ không sử dụng để điền màu một phần của bức tranh trong khi làm việc trên phần còn lại. Họ có thể bảo tồn hình dạng của khu vực đó bằng cách sử dụng masking fluid hoặc cắt một tấm frisket và đính nó lên bề mặt vẽ để bảo vệ khu vực đó khỏi bất kỳ vết nát nào cho đến khi mặt nạ được gỡ bỏ.
Một phương pháp khác để bảo tồn một phần của hình ảnh là sử dụng một lớp chất cố định phun lên bề mặt. Điều này giữ cho vật liệu lỏng không trải rộng ra tờ giấy và ngăn chúng bị mờ. Tuy nhiên, cần lưu ý rằng phun chất cố định thường sử dụng các hóa chất có thể gây hại cho hệ hô hấp, vì vậy nên thực hiện trong không gian có thông thoáng như ngoài trời.
Một kỹ thuật khác là subtractive drawing, trong đó bề mặt vẽ được phủ bằng graphite hoặc than chì, sau đó bị tẩy đi để tạo hình ảnh..